# 多色麗魚
多色麗魚，為輻鰭魚綱鱸形目隆頭魚亞目慈鯛科的其中一種，分布於南美洲巴西及玻利維亞的亞馬遜河上游流域，體長可達44.2公分，棲息在底中層水域，屬肉食性，生活習性不明。

## 擴展閱讀
維基物種上的相關：多色麗魚